# All I Want for Christmas Is You
«All I Want for Christmas Is You» es una canción navideña de estilo pop coescrita e interpretada por la cantante estadounidense Mariah Carey, y distribuida por Columbia Records a partir de 1994 como el sencillo principal del cuarto álbum de estudio de la intérprete, Merry Christmas.
Carey y Walter Afanasieff participaron tanto en la redacción de la letra como en la producción de la canción, en la que ella declara su interés en pasar las fiestas decembrinas acompañada de su ser amado, en vez de recibir obsequios o adornos navideños. Es una canción con tempo rápido, cuya instrumentación incluye el uso de piano, pandereta y coros. Para su promoción se produjeron en diciembre de 1993 dos videos musicales con Carey como protagonista.
Desde su estreno, Carey ha interpretado la canción en varias apariciones televisivas y giras promocionales a lo largo de su carrera. Entre estas se incluyen los conciertos de las giras Daydream World Tour (1996), Butterfly World Tour (1998), Rainbow World Tour (2000), Charmbracelet World Tour (2002-03) y The Adventures of Mimi Tour (2006), así como en los desfiles navideños de los parques temáticos de Walt Disney World Resort en 2004 y en 2010. Asimismo existen varias versiones alternativas interpretadas por ella misma, entre las cuales se incluyen la remezcla «So So Def» (2000), un dance mix (2009), la edición «All I Want for Christmas Is You (Extra Festive)» para su álbum  Merry Christmas II You (2010), y la versión en dúo con Justin Bieber para el álbum Under the Mistletoe. Otros artistas que han interpretado sus versiones de la canción han sido Dave Rodgers (1996), Shania Twain (1998), My Chemical Romance (2004), Miley Cyrus (2007), Michael Bublé (2011) y Ariana Grande (2012).
La crítica ha elogiado a «All I Want for Christmas Is You» desde su estreno: The New Yorker la catalogó como «una de las pocas adiciones modernas dignas de incorporarse al canon navideño». The Daily Telegraph lo describió a su vez como el tema navideño más popular y más reproducido en esa década en el Reino Unido, y Rolling Stone la posicionó en el cuarto lugar de su categoría de las mejores canciones navideñas de rock and roll, al haberla considerado como un «clásico navideño». Tuvo un notable éxito comercial, con lo que se convirtió en uno de los sencillos más vendidos de Australia, Japón, Países Bajos, Noruega y el Reino Unido, además de haberse figurado entre las diez canciones más exitosas en otros países. Asimismo, se convirtió en uno de los veinte sencillos digitales más exitosos del siglo XX, el más importante logro hecho por una cantante en esa lista, así como en el listado de sencillos navideños. Hasta 2013 había generado 50 millones de dólares por concepto de regalías, cifra que se incrementó hasta los 60 millones para 2017.
Al ser una canción recurrente en la época navideña, «All I Want for Christmas Is You» logró en 2019 por primera vez el número uno en el conteo del Hot 100 Chart de Billboard, después de veinticinco años de haberse publicado el sencillo. Al año siguiente logró también la más alta posición por primera vez en el UK Chart.

## Antecedentes y redacción de la letra
Tras el exitoso lanzamiento de Music Box (1993), tanto Mariah Carey como Columbia Records y su entonces esposo Tommy Mottola —de Sony Music Entertainment— tenían la intención de grabar un álbum navideño en el cual estuviese involucrado el compositor Walter Afanasieff, pese a que también creían que una producción de este tipo podía resultar fallida durante la etapa de consolidación de un cantante. De acuerdo con el propio Afanasieff: «En aquel entonces, no había muchos artistas con álbumes navideños. No era una ciencia conocida, y no había nadie que hiciera nuevas y grandes canciones navideñas. Así que íbamos a lanzarlo como una especie de [recordatorio] todos los días de "Hey, estamos produciendo un álbum de Navidad. No es gran cosa"». Ante la insistencia de Mottola, Carey y Afanassief empezaron a escribir las primeras canciones de Merry Christmas durante el verano de 1994. Con tal de «capturar la esencia y espíritu» de forma que su interpretación resultara «más emotiva y auténtica», Carey decoró con temas navideños la casa que compartía con Mottola al norte de Nueva York y que contaba con su propio estudio de grabación. La composición de «All I Want for Christmas Is You» solo le tomó quince minutos a Carey y Afanasieff, y su grabación se llevó a cabo en agosto de ese mismo año.
Afanasieff confesó haberse quedado «perplejo» al percatarse de las intenciones que tenía Carey en cuanto a la melodía y las escalas vocales, aunque la intérprete se mantuvo «inflexible» en sus decisiones. Más tarde el compositor detalló el proceso de composición y grabación del tema de la siguiente forma:

Siempre [usamos] el mismo tipo de sistema. Escribíamos el núcleo de la canción, la música primaria de la melodía, y luego algunas de las palabras [surgían] cuando terminamos de escribirla. Comencé a tocar algo de rock 'n' roll en piano y boogie-woogie con mi mano izquierda, y eso inspiró a Mariah a inventar el melódico [Canta] «No quiero mucho para Navidad». Y luego comenzamos a cantar y tocar con esta canción de boogie rock 'n' roll, que inmediatamente resultó ser el núcleo de lo que acabaría siendo "All I Want for Christmas Is You". Fue muy rápido: era una canción más fácil de escribir que algunas de las otras. Fue [como una] fórmula, sin tantos cambios de acordes. Traté de hacerlo un poco más único, poniendo algunos acordes especiales que realmente no escuchas mucho, lo que lo hizo único y especial. Luego, durante la siguiente semana o dos, Mariah me llamaba y me decía: "¿Qué opinas de este fragmento?" Hablamos un poco hasta que ella consiguió que las letras estuvieran bien coordinadas y terminadas. Y luego esperamos hasta que comenzaron las sesiones, que fueron en el verano de 1994 cuando nos reunimos en Nueva York y comenzamos a grabar. Y ahí es cuando la escuchamos por primera vez en el micrófono cantando, y el resto es historia.

De vuelta en California, Afanasieff concluyó la producción del tema. Si bien desarrolló una versión en la que una banda en vivo tocaba la batería y otros instrumentos con la intención de crear un sonido más «crudo y afectivo», optó por desestimarla para usar en cambio un arreglo personal que requirió la programación de efectos, así como sonidos de piano, baterías y un triángulo. Debido a que Carey estaba escribiendo simultáneamente otras letras en su casa alquilada en Los Hamptons, Afanasieff la esperó un tiempo más para superponer y armonizar las voces de fondo.
A su vez, Carey explicó que «soy una persona muy festiva y me gustan los días feriados. He interpretado canciones navideñas desde que era pequeña. Solía ir a las casas de otros a cantar villancicos. Cuando concebimos el álbum, tuvimos que tomar en cuenta que debía tener un equilibrio entre himnos cristianos estándares y canciones divertidas. Era definitivamente una prioridad para mí escribir al menos unas cuantas canciones, pero casi siempre lo que la gente quiere oír son los estándares en la época navideña, sin importar lo buena que pueda ser una nueva canción». La letra de la canción está inspirada en los sentimientos amorosos de Carey hacia Mottola. Tras el lanzamiento del álbum, se estrenaron varios sencillos de corte promocional; si bien las otras canciones que componían el material se enviaron a las estaciones de radio airplay cristianas, «All I Want for Christmas Is You» se envió directamente a los canales pop y Top 40. El escritor Chris Nickson calificó el tema como «divertido y maduro», y percibió que su ritmo de tempo rápido contrastaba con el profundo tono religioso del compilatorio, ampliando de esta forma el interés en el mismo a un público más joven.

## Composición
«All I Want for Christmas Is You» es una canción de tempo rápido que posee influencias de los géneros pop, soul, R&B, góspel, dance pop y adult contemporary. El primer par de canciones del álbum compuestas por el dúo eran la «balada triste» «Miss You Most (At Christmas Time)» y el tema evangélico «Jesus Born on This Day», mientras que el tercero era reminiscente de «una canción navideña del antiguo rock and roll de los años 1960 de Phil Spector».
La canción comienza con un «repentino» sonido de percusión «que se asemeja a una caja de música antigua o una bola de nieve caprichosa». Tras la introducción vocal a capela de Carey, el tema incorpora otros significantes de percusión estacionales entre los cuales se incluyen las campanas festivas de iglesia y de trineo, y «un pulso rítmico subyacente que suena como el ritmo acelerado de un caballo o un reno. Estos sonidos hacen eco de las melodías musicales religiosas y seculares, sin desviarse demasiado en ninguna dirección y [le] dan [a] la canción un tono alegre y rápido».
En opinión de Carey, se trata de una canción «divertida [...] Muy tradicional, [al estilo de una] Navidad pasada de moda. Es retro, como de los años 1960», mientras que Afanasieff explicó que «una cama exuberante de teclados, que recuerda a una wall of sound a pequeña escala, amortigua los ritmos alegres de la canción, mientras que un coro vocal conmovedor agrega oohs robustos, contra melodías que crean tensión, y armonías festivas. Sin embargo, lo más notable es que los acordes y la melodía de piano de la canción hacen que esta rebote alegremente».
Su letra declara que a la intérprete no le interesan los regalos ni decoraciones navideñas, sino que únicamente le atrae pasar esa temporada con su ser amado. En general incorpora una variedad de instrumentos entre los cuales se incluyen un piano, batería, violín, oboe, flauta, campanas, efecto de bajo y cencerros. A su vez, las voces de fondo son superpuestas a lo largo del coro y las secciones de puente.
Según las partituras publicadas en el sitio web Musicnotes.com por Sony/ATV Music Publishing, la melodía está situada en un compás de 4/4 y en la tonalidad de sol mayor. La voz de Carey en la canción abarca un registro de sol3 a sol5. La cantante se encargó de la letra y la melodía de la canción, mientras que Afanasieff estuvo a cargo de los arreglos y la producción. De acuerdo con Roch Parisien, de Allmusic, la canción contiene «armonías, tintineo de campanas y un ritmo al estilo de The Beach Boys, inyectando una de las pocas partes de diversión exuberante en este conjunto básico». Por otra parte Adam Ragusea, de Slate, opinó que «[posee] al menos trece acordes distintos, lo que resulta en una melodía suntuosamente cromática. La canción también incluye lo que considero el acorde más navideño de todos: un subdominante menor, o "iv" acorde con un 6 adicional, debajo de las palabras "underneath the Christmas tree" (También puede ser analizado como un acorde "ii" séptimo disminuido a medias, pero cualquiera de las interpretaciones parece correcta)».
Se han observado ciertas influencias de la música de las décadas de 1940, 1950 y 1960 en «All I Want for Christmas Is You» que, junto con la voz de Carey y su melodía simple, garantizaron su éxito de acuerdo con ciertos críticos. Ragusea destacó la progresión de acordes y la catalogó como «la única canción navideña escrita en el último medio siglo que merece ser incluida en el gran cancionero estadounidense». Por otra parte, Annie Zaleski, de The A.V. Club, atribuyó el atractivo perdurable de la canción a su ambigüedad en poder precisar que pertenece a una época específica. También se identificaron semejanzas con los catálogos musicales de Judy Garland y Nat King Cole, a la vez que se le ha descrito como una añoranza de las «versiones de clásicos navideños anteriores a la guerra de Motown de los años 1960 y 1970, como aquellos de The Jackson 5 [y] Stevie Wonder». En la opinión de Ragusea, la canción «suena como si hubiese sido escrita en la década de 1940 y hubiera quedado guardada en una caja fuerte de un Brill Building».

## Recepción crítica
La canción obtuvo críticas mayormente favorables a partir de su estreno por especialistas en la industria. Parisien la catalogó como «una canción asombrosa para todo el año» y elogió su instrumentación y melodías. Steve Morse, editor de The Boston Globe, destacó el hecho de que Carey la interpretó con «mucha alma». Barry Schwarz, de la revista Stylus Magazine, expresó: «esta canción es un clásico instantáneo que de alguna manera no captura su espectacularidad. Es un estándar moderno: alegre, estimulante, fuerte, incluso con un toque de nostalgia». Asimismo, resaltó la letra al describirla como «hermosamente enunciada» y mencionó que la voz de Carey resulta «espléndida» y «sincera». De forma similar, Bill Lamb, de About.com, la consideró como un «clásico contemporáneo».
Kyle Anderson, de MTV, calificó la melodía como «un himno majestuoso lleno de carillones, rasgos doo-wop [una variante del rhythm and blues], cuerdas y una de las interpretaciones más dinámicas y limpias en toda la carrera de Carey». En su evaluación de la versión de 2009, Becky Bain, del sitio web Idolator, concluyó que el tema es un «clásico eterno» y comentó: «Amamos la canción original —la cantamos mientras decoramos nuestro árbol de Navidad e iluminamos nuestra menorá—».
En su reseña del álbum Merry Christmas II You, Thomas Connor, del Chicago Sun-Times, declaró que la canción es «un castaño simple y bien elaborado así como una de las últimas grandes adiciones al canon pop navideño». Shona Craven, del diario escocés The Herald, señaló: «Es una canción de optimismo y alegría que quizás, solo quizás, indica el verdadero significado de la Navidad». Adicionalmente, opinó que la principal razón a la que se debía su éxito es el término «tú» en la letra, a lo cual comentó: «Probablemente lo que hace que la canción sea un gran éxito es el hecho de que está dedicada absolutamente a todos». Craven inició su reseña con un enunciado intrépido: «Bing Crosby bien podría revoltearse en su tumba, pero ningún niño de los años 1980 se sorprendería de ver la sublime 'All I Want for Christmas Is You' de Mariah Carey posicionándose en los primeros puestos de las listas tras ser catalogada como la canción festiva número uno del país».
En una reseña retrospectiva a la carrera de Carey en 2006, Sasha Frere-Jones, de The New Yorker, añadió que «esta adorable pieza musical» era uno de los más grandes logros de Carey y la consideró «una de las pocas adiciones modernas dignas de incorporarse al canon navideño». Dan Hancox, editor del periódico árabe The National, coincidió con la crítica de Jones y catalogó la canción como «perfecta». En 2010, Rolling Stone la posicionó en el cuarto puesto de su listado de las mejores canciones navideñas de rock and roll, calificándola como «un estándar de la temporada».

## Recepción comercial

### Estados Unidos y Canadá
En la primera semana de enero de 1995, «All I Want for Christmas Is You» se posicionó en el sexto puesto del Hot Adult Contemporary de Billboard y en el sitio número 20 del Hot 100 Airplay. La canción volvió a incorporarse en esas listas en diciembre de 1995 y en diciembre de 1996. Al no haber sido estrenada como sencillo, no pudo ser incluida en su momento en el Billboard Hot 100. En 1998 se eliminó ese condicionamiento, por lo que la canción entró en el Hot 100 hasta alcanzar la posición número 83 en enero de 2000. Asimismo, se incorporó en la relación Digital Songs en diciembre de 2005, aunque no pudo obtener una nueva posición en el Hot 100, ya que se lo consideró como un sencillo recurrente así que no era apto para su reaparición en la lista.

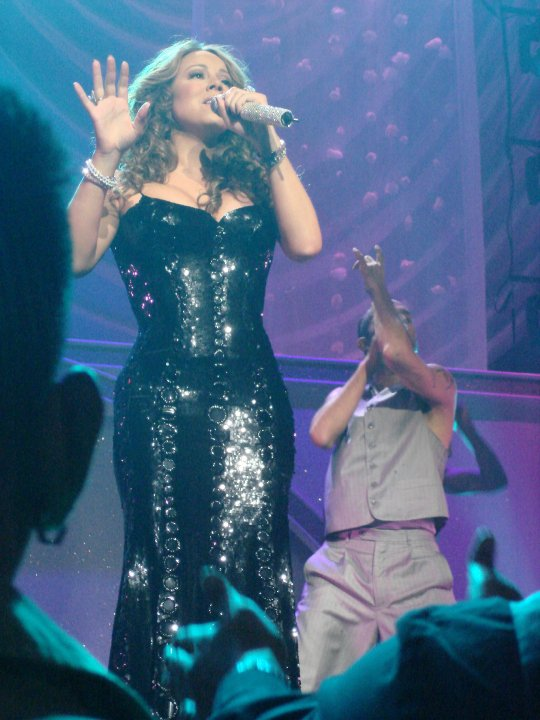
Mariah Carey en una interpretación en vivo en Las Vegas en 2009.

Cada mes de diciembre entre 2005 y 2008, la canción apareció en el Hot 100 Re-currents de Billboard. En la semana que concluyó el 5 de enero de 2013, la canción se mantuvo en la posición 21°. Cuatro años después, en diciembre de 2017, obtuvo el noveno puesto del Billboard Hot 100, y pasó a ser el top 10 número 28 de Carey en Estados Unidos, y el primero desde «Obsessed» en 2009. El 5 de enero de 2019 alcanzó el tercer peldaño de la lista, convirtiéndose en la segunda canción navideña en alcanzar su top 5 desde que «The Chipmunk Song (Christmas Don't Be Late)» de David Seville and the Chipmunks obtuvo la primera posición de la lista en 1958. Hasta el 4 de enero de 2020 había encabezado la Billboard Holiday 100 durante un tiempo récord de cuarenta semanas acumulativas, un hito sin precedentes en esta lista musical desde su aparición en 2011.
El 14 de diciembre de 2019 retomó su tercera posición en la Hot 100, y el 21 de diciembre encabezó la lista estadounidense con 45,6 millones de reproducciones y 27 000 copias digitales comercializadas. Esto se produjo tras acumular un total de 35 semanas en la lista, con lo que superó a «Macarena (Bayside Boys Remix)» (1996) de Los del Río como el «ascenso más lento al primer lugar de la lista» mencionada anteriormente. Adicionalmente, rompió el récord como el «ascenso más demorado a la posición principal de la lista» al transcurrir veinticinco años desde su estreno original para conseguir tal resultado. El éxito perdurable de la canción extendió asimismo el récord de Carey de la mayor cantidad de canciones individuales «número uno» en el Hot 100 con un total de diecinueve temas hasta ese momento, a la vez que se adjudicó una racha combinada de 80 semanas con temas en la primera posición de la lista. Si bien su estreno ocurrió en 1994, «All I Want for Christmas Is You» fue el último sencillo número uno de la década de 2010, así como el primero de los años 2020, lo que la llevó a ser reconocida como la primera cantante en obtener la primera posición de la lista en cuatro décadas distintas: 1990, 2000, 2010 y 2020. Al término de la temporada navideña de 2020, también pasó a ser la primera canción en «desaparecer» del listado tras haberlo encabezado.
Se trata además de uno de los ringtone navideños más comercializados, al ser el primero de su género en obtener la certificación de doble disco de platino por parte de la Recording Industry Association of America (RIAA) en 2009. Igualmente, de las canciones grabadas antes del año 2000, es el sencillo digital interpretado por una mujer más vendido así como el más solicitado de la temporada navideña en el mismo rubro (digital). A finales de 2012 se habían distribuido más de 1,7 millones de copias digitales del tema navideño, cifra que se incrementó significativamente en diciembre de 2019, cuando se registraron más de 3,5 millones de copias vendidas en formato digital, de acuerdo con Nielsen SoundScan. En la semana del 12 de diciembre de 2019, encabezó la lista Rolling Stone 100, y se trató de la primera canción de Carey en obtener tal certificación así como la número 14 en encabezar el listado de forma general.
El 25 de diciembre de 2018, con un total de 10,82 millones de reproducciones en Spotify, se convirtió en la canción más reproducida de la plataforma en un solo día. Esta situación se replicó al año siguiente, al obtener más de 12 millones de reproducciones. Hasta diciembre de 2019, los ingresos por regalías de la canción en Spotify ascendían a más de 2 millones USD.

### Otros países
En el Reino Unido, la canción ingresó en el UK Singles Chart en el puesto número cinco durante la semana del 10 de diciembre de 1994. A la siguiente semana llegó al número 2, en el cual permaneció por las últimas tres semanas de diciembre, hasta ser superada por «Stay Another Day» de East 17. El 13 de diciembre de 2019 obtuvo cuádruple certificación de platino por la Industria Fonográfica Británica tras distribuirse más de 2,4 millones de copias, con lo cual pasó a ser el sencillo más exitoso de la cantante en este país. Cabe mencionar que desde los años 2010 es uno de los temas navideños más predilectos de la audiencia británica.
En el caso de Australia, la canción debutó en la segunda posición de la Australian Singles Chart en 1994, y obtuvo cinco certificaciones de platino por la Australian Recording Industry Association (ARIA), tras venderse más de 350 000 copias hasta ese instante. Más recientemente, en diciembre de 2018 pasó a ser la primera canción navideña en encabezar la lista durante el siglo XXI, lo que le valió a Carey un tercer récord en este país tras obtener un resultado idéntico con los temas «Fantasy» (1995) y «We Belong Together» (2005). De hecho, se trató del primer tema navideño en ocupar la posición máxima de la lista desde «Snoopy's Christmas» de The Royal Guardsmen en 1967. De manera similar, encabezó por primera vez las listas de Nueva Zelanda en 2018. Tras dieciséis semanas en la lista musical de Dinamarca, la Federación Internacional de la Industria Fonográfica le otorgó una certificación de oro por sus resultados obtenidos hasta entonces.
En Japón también obtuvo resultados destacados, al convertirse en el sencillo más vendido de Carey y ser usado  como el tema musical del popular drama 29-sai no Christmas (29才のクリスマス?  trad. lit. «Navidad en 29 años, 29na Navidad»), siendo renombrada como Koibito-tachi no Christmas (恋人たちのクリスマス?  trad. lit. «Navidad de amantes»). En ese país vendió 1,1 millones de copias y se convirtió en el sencillo más comercializado en Japón en 1994. Debido a las altas ventas y el airplay, la canción se reincorporó en el Japan Hot 100 en 2010, donde llegó el puesto número 6. El sencillo ha sido certificado con el galardón Million Award de la Recording Industry Association of Japan (RIAJ) en dos formatos diferentes (disco compacto y ringtone), en 1994 y en 2008, respectivamente.

## Remezclas
Tras su estreno en 1994 no se realizó ninguna remezcla. En 2000, Carey lanzó de nuevo la canción en Japón con una nueva remezcla conocida como «So So Def», la cual fue grabada de nuevo por la cantante y posee un ritmo más urban. Esta versión contiene recitaciones en clave de rap interpretadas por Jermaine Dupri y Bow Wow. Dicha versión aparece en el álbum compilatorio Greatest Hits (2001) de Carey a manera de pista adicional. Existe un video musical de esta remezcla, aunque no muestra a Carey, Dupri o Bow Wow.
En 2009, una nueva remezcla producida por Carey y Low Sunday llamada «Mariah's New Dance Mix» debutó en el mercado. Esta versión contiene la interpretación de 1994, pero acompañada de nueva instrumentación electrónica. Al igual que la edición original, se hizo acreedora mayormente a críticas positivas; Kyle Anderson, de MTV, opinó en su reseña que «[si bien] es difícil mejorar la perfección [... la remezcla] le da a la canción en un acento de disco que debería hacer tu fiesta navideña un 28 % más funky [esto es, más reminiscente del blues] de lo que fue el año pasado». A su vez, Becky Bain, del sitio web Idolator, elogió el ritmo pegajoso de la versión.
Al año siguiente, se lanzó al mercado otra remezcla para el decimotercer álbum de estudio, y segundo con temática navideña, de Carey titulado Merry Christmas II You. La nueva versión, «All I Want for Christmas Is You (Extra Festive)», contiene una nueva interpretación de la canción, así como un repique de campanas más leve reemplazado por un ruido más fuerte de los tambores, al igual que una introducción orquestal que reemplaza el comienzo original a capela. Steven J. Horowitz, de Rap-Up, dijo que la nueva versión «suena tan agradable como [la de] 1994». Si bien obtuvo buenas críticas, también estuvo sujeta a inconformidades por su similitud con la versión original. Thomas Connor, del Chicago Sun-Times, añadió en su evaluación que la versión de 2010 «parece que simplemente añade unas cuantas letras descaradamente grabadas con anterioridad acompañadas exactamente del mismo arreglo musical». Caryn Ganz, de Rolling Stone coincidió al decir que era «complicado saber qué es lo extra festivo» de la nueva versión. En opinión de Dan Hancox, editor de The National, esta versión era innecesaria.
Entre 2009 y 2010 la canción apareció en un video musical durante la temporada navideña de la NBA. En 2011, Carey grabó una nueva versión a dueto con Justin Bieber que llevó por nombre «All I Want for Christmas Is You (Superfestive!)», la cual forma parte del álbum Under the Mistletoe, a cargo de este último. El video musical se grabó a principios de noviembre de ese año, en la tienda Macy's en Nueva York. Su lanzamiento ocurrió el 30 de noviembre de 2011, en la ceremonia anual de iluminación del árbol navideño del Rockefeller Center.

## Vídeos musicales
«All I Want for Christmas Is You» cuenta con tres videos musicales. Carey dirigió y grabó el más antiguo durante la Navidad de 1993 al estilo de un video casero. En las escenas iniciales aparece Carey adornando un árbol de Navidad y luego retozando en la ladera de una montaña nevada. Los exteriores se grabaron en el Fairy Tale Forest en Nueva Jersey. Asimismo, aparece Mottola disfrazado de Papá Noel. En otras tomas se aprecia a Carey mientras se alista para la fotografía de la portada de su álbum. En las últimas escenas Papá Noel se despide de Carey tras dejarle un saco de obsequios. Hasta abril de 2020 había sido reproducido en más de 633 millones de ocasiones en Youtube.
En el segundo video, inspirado por The Ronettes y dirigido nuevamente por la cantante, aparece Carey con botas blancas y el cabello rizado, bailando en un estudio y acompañada de tres coristas y de dos bailarinas. El video está grabado en blanco y negro con la intención de brindar un mayor realismo acorde con esa época. Cabe mencionar que existen dos versiones de este material audiovisual.
Un par de nuevos materiales gráficos se produjeron con motivo del 25° aniversario de lanzamiento de su álbum Merry Christmas, en 2019. La primera edición contiene segmentos inéditos del video de 1993. Por otra parte, el video dirigido por Joseph Kahn contiene nuevas escenas y lleva por título 'Make My Wish Come True Edition'.

## Interpretaciones en vivo, otras versiones y adaptaciones
Carey ha interpretado la canción en varias ocasiones tanto en conciertos como en actuaciones televisadas. La primera presentación en vivo de la canción ocurrió durante un concierto navideño en la Catedral St. John the Divine en diciembre de 1994. Posteriormente, formó parte del repertorio de los espectáculos japoneses de Daydream World Tour (1996), Butterfly World Tour (1998), Rainbow World Tour (2000), Charmbracelet World Tour (2002-03) y The Adventures of Mimi Tour (2006), por Carey. Adicionalmente, la intérprete cantó el tema en el desfile Walt Disney World Christmas Day Parade, transmitido por la cadena ABC. A su vez, interpretó la versión «So So Def» en la noche inaugural de su Angels Advocate Tour en la Nochevieja.
El 9 de noviembre de 2010 Carey grabó un especial navideño en vivo donde interpretó la canción, el cual se transmitió el 13 de diciembre de 2010 en la ABC. Igualmente, interpretó la canción junto con «Oh Santa!» para ESPN y ABC en la Navidad de 2010. El 3 de diciembre, nuevamente cantó ambas melodías en el parque temático Magic Kingdom de Walt Disney World, en una actuación que se grabó, además de transmitirse parte del desfile navideño del parque en ABC. Ese año volvió a interrpetarlas en un video musical donde promocionó los juegos de la NBA que luego habrían de transmitirse por ambas cadenas citadas anteriormente. La canción también forma parte de su serie anual de conciertos navideños All I Want for Christmas Is You: A Night of Joy and Festivity llevados a cabo en el Beacon Theatre de Nueva York. El 15 de diciembre de 2016 apareció en el segmento «Carpool Karaoke» de The Late Late Show, en el que aparecieron también otros intérpretes como Adele, Lady Gaga, Demi Lovato, Nick Jonas, Elton John, Selena Gomez, Gwen Stefani, Chris Martin y Red Hot Chili Peppers.

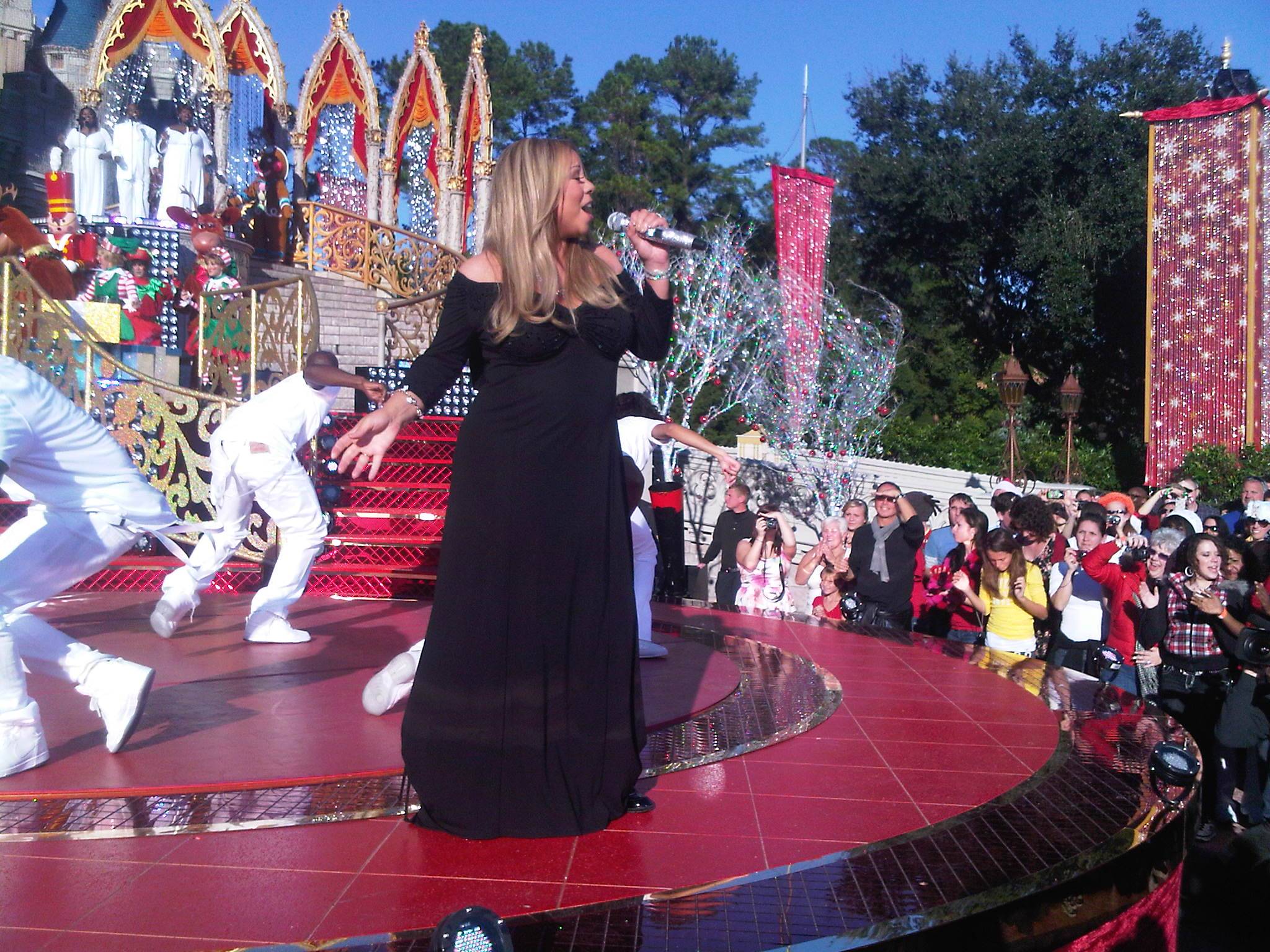
Mariah Carey embarazada interpretando en vivo la versión de 2010 de la canción en el Walt Disney World Resort de Orlando (Florida) el 3 de diciembre de 2010.

«All I Want for Christmas Is You» ha sido interpretada asimismo por varios artistas y bandas musicales. Shania Twain la cantó en vivo en el programa The Today Show en diciembre de 1998, junto con otras canciones navideñas. Igualmente, aparece en la banda sonora de la producción británica Love Actually (2003), versionada por Olivia Olson. En 2004, el grupo de pop sueco Play hizo su propia versión para su álbum navideño Play Around the Christmas Tree. Mientras tanto, la versión de My Chemical Romance apareció en el conjunto caritativo de 2004 Kevin & Bean's Christmastime in the 909. En octubre de 2005, el grupo estadounidense The Cheetah Girls grabó la canción para su primer álbum navideño, Cheetah-licious Christmas. En el desfile navideño de Disney de 2007 acontecido en Anaheim (California), Miley Cyrus también se unió a la lista de artistas que han realizado una versión de «All I Want for Christmas Is You». El dúo musical Same Difference cantó la melodía en el final de la cuarta temporada del programa británico The X Factor. La cantante estadounidense de country Whitney Duncan realizó su propia versión en noviembre de 2008, la cual se lanzó luego como sencillo digital. John Mayer interpretó a su vez una versión acústica en Nueva York ese mismo año. Durante un especial navideño británico, Alexandra Burke, ganadora de la quinta temporada de The X Factor, interpretó la canción el 24 de noviembre de 2009. La banda japonesa Suemitsu & the Suemith hizo igualmente otra versión para su álbum compilatorio de 2008 Best Angle for the Pianist - Suemitsu & the Suemith 05-08. En 2010, Celtic Thunder realizó otra versión para su compilatorio navideño Celtic Thunder Christmas. La cantante australiana Jessica Mauboy también realizó su versión en 2010 para el álbum navideño All I Want For Christmas, donde se incorporan canciones navideñas interpretadas por varios artistas australianos. La banda country Lady Antebellum produjo su propia versión para el EP navideño de 2010 A Merry Little Christmas. Su versión entró al listado de Country Songs de Billboard donde se posicionó en el puesto 57 el 8 de diciembre de 2010. El grupo estadounidense Big Time Rush realizó otra versión junto con Miranda Cosgrove para el EP de 2010 Holiday Bundle. Durante la semana del 8 de diciembre de 2010, su versión debutó en el noveno puesto del Holiday Chart de Billboard.
Otras versiones alternativas fueron interpretadas por Teddy Geiger para el EP digital Snow Blankets the Night (2006), Samantha Mumba (en su disco Samantha Sings Christmas que se comercializó junto con el diario irlandés Sunday World), Agnes Carlsson y Måns Zelmerlöw (que realizaron un dueto de la canción publicado en Suecia en 2007), Kate Alexa para el álbum The Spirit of Christmas 2005, Dave Melillo en A Santa Cause 2: It's a Punk Rock Christmas (2006), Yuna Itō (que la interpretó en el Happy Xmas Show de Japón el 23 de diciembre de 2007), la británica The Saturdays para la temporada navideña de 2009, House of Heroes para su EP The Christmas Classics EP (2009), así como por el elenco de la serie portuguesa Morangos com Açúcar en la Gala de Natal 2010 de la cadena TVI, y el grupo mexicano Vázquez Sounds en 2011. También ha hecho una versión, la banda estadounidense Fifth Harmony para el E.P. I'll Be Home for Christmas (2014), en el que participan también otros cantantes. La actriz y cantante estadounidense Idina Menzel también realizó una versión para su último álbum Holiday Wishes (2014).
El 10 de noviembre de 2015, Carey publicó un libro infantil basado en la canción, del cual hasta 2017 se habían vendido más de 750 000 copias. Ese año se estrenó la película animada Mariah Carey's All I Want for Christmas Is You.
La soprano finlandesa Tarja Turunen realizó una versión de la canción para su noveno álbum de estudio, Dark Christmas (2023). Un mes después del lanzamiento del disco, la canción fue elegida como tercer sencillo; incluyó como lados B a «Last Christmas» y «O Christmas Tree», la versión en inglés de «O Tannenbaum». 
Otras figuras que interpretaron esta canción en otro idioma fueron la chilena Denise Rosenthal y la peruana Maricarmen Marín, quienes ambas interpretaron su versión en español por separado.

## Impacto en la cultura popular
Desde su estreno en los años 1990, «All I Want for Christmas Is You» suele ingresar a las listas de ventas durante la temporada navideña de cada año. Por ejemplo, en diciembre de 2017 se posicionó en el noveno lugar de la Billboard Hot 100, con lo cual pasó a ser la primera canción navideña del top ten desde la versión de «Auld Lang Syne» por Kenny G en enero de 2000. Al año siguiente alcanzó el tercer sitio de la misma lista, y se convirtió en la segunda composición musical navideña en ingresar al top five del compilatorio desde 1959. Se considera que es el mayor éxito internacional de Carey en su trayectoria, y uno de los sencillos más comercializados de todos los tiempos. Hasta 2017 se tenía noción de que sus ingresos por regalías ascendían a 60 millones USD.
The Daily Telegraph lo catalogó como el tema navideño más reproducido por la audiencia británica en esa década, hasta 2015 cuando «Fairytale of New York» obtuvo el reconocimiento como la canción navideña más escuchada en el siglo XXI. Igualmente en 2010 la publicación Rolling Stone la incluyó en el cuarto sitio de su lista de «las mejores canciones navideñas de rock and roll» al catalogarla como un «estándar de la temporada». De forma similar, se le distinguió como la quinta canción favorita de la audiencia inglesa en una encuesta realizada por la cadena televisiva inglesa ITV como parte de su especial The Nation's Favourite Christmas Song. Ante el éxito duradero de la canción, Carey ha sido también reconocida con el mote de «reina de la Navidad» aunque ella se ha rehusado a aceptarlo, ya que «siento que es [demasiado...] Les agradezco humildemente y tengo un amor extraordinario por la temporada navideña, es la mejor época del año».
El 24 de noviembre de 2019 la canción se hizo acreedora a tres récords del Libro Guiness por ser una de las canciones más exitosas y populares de la Navidad; la canción interpretada por una mujer más reproducida en Spotify en 24 horas; y la mayor cantidad de semanas en el Top 10 de la lista UK Singles.En 2023 volvió a romper el récord de la canción más escuchada el 24 de diciembre con más de 23 millones de reproducciones.

## Posicionamiento en listas

### Semanales
| País              | Lista (1994-2021)            | Mejor posición |
| ----------------- | ---------------------------- | -------------- |
| Mundo             | Billboard Global 200         | 1              |
| Alemania          | German Singles Chart         | 1              |
| Australia         | Australian Singles Chart     | 1              |
| Austria           | Austrian Singles Chart       | 1              |
| Bélgica (Flandes) | Belgium Singles Chart        | 5              |
| Dinamarca         | Danish Singles Chart         | 1              |
| Escocia           | Scottish Singles Chart       | 2              |
| España            | Spanish Singles Chart        | 3              |
| Estados Unidos    | US Billboard Hot 100         | 1              |
| Estados Unidos    | Billboard Adult Contemporary | 6              |
| Estados Unidos    | US Billboard Holiday Airplay | 1              |
| Estados Unidos    | Billboard Hot 100 Airplay    | 12             |
| Finlandia         | Finnish Singles Chart        | 1              |
| Italia            | Italian Singles Chart        | 1              |
| Japón             | Oricon                       | 2              |
| Japón             | Japan Hot 100                | 6              |
| Noruega           | Norwegian Singles Chart      | 1              |
| Nueva Zelanda     | New Zealand Singles Chart    | 1              |
| Países Bajos      | Dutch Top 40                 | 5              |
| Países Bajos      | Single Top 100               | 1              |
| Reino Unido       | UK Singles Chart             | 1              |
| Suecia            | Swedish Singles Chart        | 1              |
| Suiza             | Swiss Singles Chart          | 1              |

### Decenales
| País        | Lista                                | Posición  |           |           |           |           |           |
| 2000—2009   | 2000—2009                            | 2000—2009 | 2000—2009 | 2000—2009 | 2000—2009 | 2000—2009 | 2000—2009 |
| ----------- | ------------------------------------ | --------- | --------- | --------- | --------- | --------- | --------- |
| Reino Unido | UK Holiday Songs                     | 1         |           |           |           |           |           |
| 2010-2019   |                                      |           |           |           |           |           |           |
| Reino Unido | UK Singles (Official Charts Company) | 77        |           |           |           |           |           |

### Certificaciones
| País           | Organismo certificador | Certificación         | Simbolización | Ref.    |
| -------------- | ---------------------- | --------------------- | ------------- | ------- |
| Australia      | ARIA                   | 7× Platino            | 7▲            | [ 140 ] |
| Dinamarca      | IFPI — Dinamarca       | 3× Platino            | 3▲            | [ 141 ] |
| Italia         | FIMI                   | 2× Platino            | 2▲            | [ 142 ] |
| Japón          | RIAJ                   | Millón                | —             | [ 143 ] |
| Japón          | RIAJ                   | Millón (ringtone)     | —             | [ 67 ]  |
| Reino Unido    | BPI                    | 9× Platino            | 9▲            | [ 144 ] |
| Estados Unidos | RIAA                   | 14× Platino           | 14▲           | [ 145 ] |
| Estados Unidos | RIAA                   | 2× Platino (ringtone) | 2▲            | [ 145 ] |